# 貝特橋

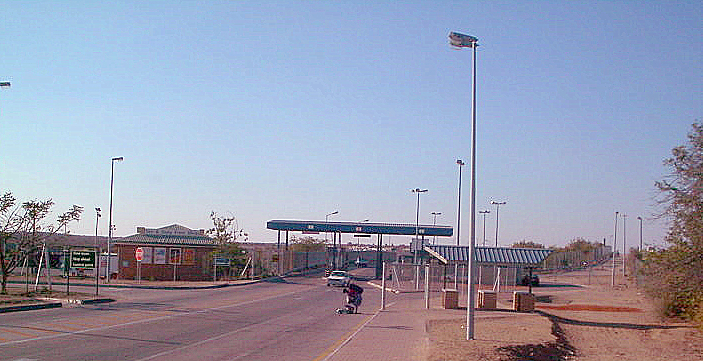
貝特橋

貝特橋是津巴布韋的城鎮，由南馬塔貝萊蘭省負責管轄，處於林波波河以北，始建於1929年，海拔高度457米，每年平均降雨量325毫米，2002年人口22,378。